# 로빈 쿡 (정치인)

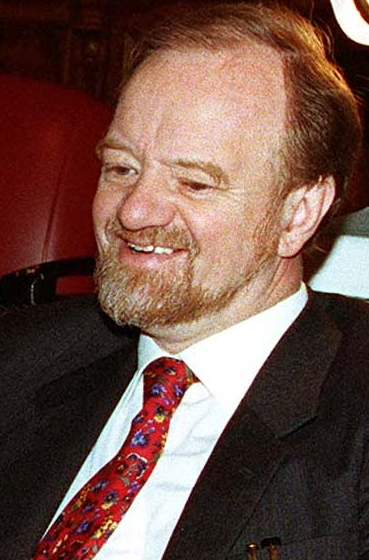
로빈 쿡

로버트 핀레이슨 "로빈" 쿡(영어: Robert Finlayson "Robin" Cook, 1946년 2월 28일 ~ 2005년 8월 6일)은 영국의 정치인이다. 1997년부터 2001년까지 외무장관을 지냈으나 이라크 전쟁 개입에 반대하면서 장관직에서 물러났다.